# Coupe des clubs champions européens de handball 1969-1970
Navigation
Coupe des clubs champions 1967-1968 Coupe des clubs champions 1970-1971
La Coupe des clubs champions européens 1969-1970 est la 10e édition de la Coupe des clubs champions européens masculin de handball. Organisée par l’IHF, elle met aux prises 22 équipes européennes.
Le vainqueur est le club ouest allemand du VfL Gummersbach.

## Participants
| Deuxième tour | Deuxième tour | Deuxième tour | Deuxième tour | Deuxième tour | Deuxième tour | Deuxième tour | Deuxième tour | Deuxième tour | Deuxième tour | Deuxième tour | Deuxième tour | Deuxième tour | Deuxième tour | Deuxième tour | Deuxième tour | Deuxième tour | Deuxième tour | Deuxième tour | Deuxième tour | Deuxième tour | Deuxième tour | Deuxième tour | Deuxième tour | Deuxième tour | Deuxième tour | Deuxième tour | Deuxième tour | Deuxième tour | Deuxième tour |
| --- | --- | --- | --- | --- | --- | --- | --- | --- | --- | --- | --- | --- | --- | --- | --- | --- | --- | --- | --- | --- | --- | --- | --- | --- | --- | --- | --- | --- | --- |
| - VfL Gummersbach : Champion d'Allemagne de l'Ouest - UHC Salzburg : Champion d'Autriche - Levski-Spartak Sofia : Champion de Bulgarie - HG Copenhague : Champion du Danemark - Budapest Honvéd FC : Champion de Hongrie - UK-51 Helsinki : Champion de Finlande | - VfL Gummersbach : Champion d'Allemagne de l'Ouest - UHC Salzburg : Champion d'Autriche - Levski-Spartak Sofia : Champion de Bulgarie - HG Copenhague : Champion du Danemark - Budapest Honvéd FC : Champion de Hongrie - UK-51 Helsinki : Champion de Finlande | - VfL Gummersbach : Champion d'Allemagne de l'Ouest - UHC Salzburg : Champion d'Autriche - Levski-Spartak Sofia : Champion de Bulgarie - HG Copenhague : Champion du Danemark - Budapest Honvéd FC : Champion de Hongrie - UK-51 Helsinki : Champion de Finlande | - VfL Gummersbach : Champion d'Allemagne de l'Ouest - UHC Salzburg : Champion d'Autriche - Levski-Spartak Sofia : Champion de Bulgarie - HG Copenhague : Champion du Danemark - Budapest Honvéd FC : Champion de Hongrie - UK-51 Helsinki : Champion de Finlande | - VfL Gummersbach : Champion d'Allemagne de l'Ouest - UHC Salzburg : Champion d'Autriche - Levski-Spartak Sofia : Champion de Bulgarie - HG Copenhague : Champion du Danemark - Budapest Honvéd FC : Champion de Hongrie - UK-51 Helsinki : Champion de Finlande | - VfL Gummersbach : Champion d'Allemagne de l'Ouest - UHC Salzburg : Champion d'Autriche - Levski-Spartak Sofia : Champion de Bulgarie - HG Copenhague : Champion du Danemark - Budapest Honvéd FC : Champion de Hongrie - UK-51 Helsinki : Champion de Finlande | - VfL Gummersbach : Champion d'Allemagne de l'Ouest - UHC Salzburg : Champion d'Autriche - Levski-Spartak Sofia : Champion de Bulgarie - HG Copenhague : Champion du Danemark - Budapest Honvéd FC : Champion de Hongrie - UK-51 Helsinki : Champion de Finlande | - VfL Gummersbach : Champion d'Allemagne de l'Ouest - UHC Salzburg : Champion d'Autriche - Levski-Spartak Sofia : Champion de Bulgarie - HG Copenhague : Champion du Danemark - Budapest Honvéd FC : Champion de Hongrie - UK-51 Helsinki : Champion de Finlande | - VfL Gummersbach : Champion d'Allemagne de l'Ouest - UHC Salzburg : Champion d'Autriche - Levski-Spartak Sofia : Champion de Bulgarie - HG Copenhague : Champion du Danemark - Budapest Honvéd FC : Champion de Hongrie - UK-51 Helsinki : Champion de Finlande | - VfL Gummersbach : Champion d'Allemagne de l'Ouest - UHC Salzburg : Champion d'Autriche - Levski-Spartak Sofia : Champion de Bulgarie - HG Copenhague : Champion du Danemark - Budapest Honvéd FC : Champion de Hongrie - UK-51 Helsinki : Champion de Finlande | - VfL Gummersbach : Champion d'Allemagne de l'Ouest - UHC Salzburg : Champion d'Autriche - Levski-Spartak Sofia : Champion de Bulgarie - HG Copenhague : Champion du Danemark - Budapest Honvéd FC : Champion de Hongrie - UK-51 Helsinki : Champion de Finlande | - VfL Gummersbach : Champion d'Allemagne de l'Ouest - UHC Salzburg : Champion d'Autriche - Levski-Spartak Sofia : Champion de Bulgarie - HG Copenhague : Champion du Danemark - Budapest Honvéd FC : Champion de Hongrie - UK-51 Helsinki : Champion de Finlande | - VfL Gummersbach : Champion d'Allemagne de l'Ouest - UHC Salzburg : Champion d'Autriche - Levski-Spartak Sofia : Champion de Bulgarie - HG Copenhague : Champion du Danemark - Budapest Honvéd FC : Champion de Hongrie - UK-51 Helsinki : Champion de Finlande | - VfL Gummersbach : Champion d'Allemagne de l'Ouest - UHC Salzburg : Champion d'Autriche - Levski-Spartak Sofia : Champion de Bulgarie - HG Copenhague : Champion du Danemark - Budapest Honvéd FC : Champion de Hongrie - UK-51 Helsinki : Champion de Finlande | - VfL Gummersbach : Champion d'Allemagne de l'Ouest - UHC Salzburg : Champion d'Autriche - Levski-Spartak Sofia : Champion de Bulgarie - HG Copenhague : Champion du Danemark - Budapest Honvéd FC : Champion de Hongrie - UK-51 Helsinki : Champion de Finlande | - HV Sittardia : Champion des Pays-Bas - KS Spójnia Gdańsk : Champion de Pologne - Sporting Portugal : Champion du Portugal - HT Tatran Prešov : Champion de Tchécoslovaquie - IK Hellas Stockholm : Champion de Suède - RK Crvenka : Champion de Yougoslavie | - HV Sittardia : Champion des Pays-Bas - KS Spójnia Gdańsk : Champion de Pologne - Sporting Portugal : Champion du Portugal - HT Tatran Prešov : Champion de Tchécoslovaquie - IK Hellas Stockholm : Champion de Suède - RK Crvenka : Champion de Yougoslavie | - HV Sittardia : Champion des Pays-Bas - KS Spójnia Gdańsk : Champion de Pologne - Sporting Portugal : Champion du Portugal - HT Tatran Prešov : Champion de Tchécoslovaquie - IK Hellas Stockholm : Champion de Suède - RK Crvenka : Champion de Yougoslavie | - HV Sittardia : Champion des Pays-Bas - KS Spójnia Gdańsk : Champion de Pologne - Sporting Portugal : Champion du Portugal - HT Tatran Prešov : Champion de Tchécoslovaquie - IK Hellas Stockholm : Champion de Suède - RK Crvenka : Champion de Yougoslavie | - HV Sittardia : Champion des Pays-Bas - KS Spójnia Gdańsk : Champion de Pologne - Sporting Portugal : Champion du Portugal - HT Tatran Prešov : Champion de Tchécoslovaquie - IK Hellas Stockholm : Champion de Suède - RK Crvenka : Champion de Yougoslavie | - HV Sittardia : Champion des Pays-Bas - KS Spójnia Gdańsk : Champion de Pologne - Sporting Portugal : Champion du Portugal - HT Tatran Prešov : Champion de Tchécoslovaquie - IK Hellas Stockholm : Champion de Suède - RK Crvenka : Champion de Yougoslavie | - HV Sittardia : Champion des Pays-Bas - KS Spójnia Gdańsk : Champion de Pologne - Sporting Portugal : Champion du Portugal - HT Tatran Prešov : Champion de Tchécoslovaquie - IK Hellas Stockholm : Champion de Suède - RK Crvenka : Champion de Yougoslavie | - HV Sittardia : Champion des Pays-Bas - KS Spójnia Gdańsk : Champion de Pologne - Sporting Portugal : Champion du Portugal - HT Tatran Prešov : Champion de Tchécoslovaquie - IK Hellas Stockholm : Champion de Suède - RK Crvenka : Champion de Yougoslavie | - HV Sittardia : Champion des Pays-Bas - KS Spójnia Gdańsk : Champion de Pologne - Sporting Portugal : Champion du Portugal - HT Tatran Prešov : Champion de Tchécoslovaquie - IK Hellas Stockholm : Champion de Suède - RK Crvenka : Champion de Yougoslavie | - HV Sittardia : Champion des Pays-Bas - KS Spójnia Gdańsk : Champion de Pologne - Sporting Portugal : Champion du Portugal - HT Tatran Prešov : Champion de Tchécoslovaquie - IK Hellas Stockholm : Champion de Suède - RK Crvenka : Champion de Yougoslavie | - HV Sittardia : Champion des Pays-Bas - KS Spójnia Gdańsk : Champion de Pologne - Sporting Portugal : Champion du Portugal - HT Tatran Prešov : Champion de Tchécoslovaquie - IK Hellas Stockholm : Champion de Suède - RK Crvenka : Champion de Yougoslavie | - HV Sittardia : Champion des Pays-Bas - KS Spójnia Gdańsk : Champion de Pologne - Sporting Portugal : Champion du Portugal - HT Tatran Prešov : Champion de Tchécoslovaquie - IK Hellas Stockholm : Champion de Suède - RK Crvenka : Champion de Yougoslavie | - HV Sittardia : Champion des Pays-Bas - KS Spójnia Gdańsk : Champion de Pologne - Sporting Portugal : Champion du Portugal - HT Tatran Prešov : Champion de Tchécoslovaquie - IK Hellas Stockholm : Champion de Suède - RK Crvenka : Champion de Yougoslavie | - HV Sittardia : Champion des Pays-Bas - KS Spójnia Gdańsk : Champion de Pologne - Sporting Portugal : Champion du Portugal - HT Tatran Prešov : Champion de Tchécoslovaquie - IK Hellas Stockholm : Champion de Suède - RK Crvenka : Champion de Yougoslavie | - HV Sittardia : Champion des Pays-Bas - KS Spójnia Gdańsk : Champion de Pologne - Sporting Portugal : Champion du Portugal - HT Tatran Prešov : Champion de Tchécoslovaquie - IK Hellas Stockholm : Champion de Suède - RK Crvenka : Champion de Yougoslavie |
| Premier tour | | | | | | | | | | | | | | | | | | | | | | | | | | | | | |
| - SC Dynamo Berlin-Est : Champion d'Allemagne de l'Est - FC Barcelone : Champion d'Espagne - SMUC Marseille : Champion de France 1969 - FH Hafnarfjörður : Champion d'Islande - Hapoël Rehovot : Champion d'Israël                                               | - SC Dynamo Berlin-Est : Champion d'Allemagne de l'Est - FC Barcelone : Champion d'Espagne - SMUC Marseille : Champion de France 1969 - FH Hafnarfjörður : Champion d'Islande - Hapoël Rehovot : Champion d'Israël                                               | - SC Dynamo Berlin-Est : Champion d'Allemagne de l'Est - FC Barcelone : Champion d'Espagne - SMUC Marseille : Champion de France 1969 - FH Hafnarfjörður : Champion d'Islande - Hapoël Rehovot : Champion d'Israël                                               | - SC Dynamo Berlin-Est : Champion d'Allemagne de l'Est - FC Barcelone : Champion d'Espagne - SMUC Marseille : Champion de France 1969 - FH Hafnarfjörður : Champion d'Islande - Hapoël Rehovot : Champion d'Israël                                               | - SC Dynamo Berlin-Est : Champion d'Allemagne de l'Est - FC Barcelone : Champion d'Espagne - SMUC Marseille : Champion de France 1969 - FH Hafnarfjörður : Champion d'Islande - Hapoël Rehovot : Champion d'Israël                                               | - SC Dynamo Berlin-Est : Champion d'Allemagne de l'Est - FC Barcelone : Champion d'Espagne - SMUC Marseille : Champion de France 1969 - FH Hafnarfjörður : Champion d'Islande - Hapoël Rehovot : Champion d'Israël                                               | - SC Dynamo Berlin-Est : Champion d'Allemagne de l'Est - FC Barcelone : Champion d'Espagne - SMUC Marseille : Champion de France 1969 - FH Hafnarfjörður : Champion d'Islande - Hapoël Rehovot : Champion d'Israël                                               | - SC Dynamo Berlin-Est : Champion d'Allemagne de l'Est - FC Barcelone : Champion d'Espagne - SMUC Marseille : Champion de France 1969 - FH Hafnarfjörður : Champion d'Islande - Hapoël Rehovot : Champion d'Israël                                               | - SC Dynamo Berlin-Est : Champion d'Allemagne de l'Est - FC Barcelone : Champion d'Espagne - SMUC Marseille : Champion de France 1969 - FH Hafnarfjörður : Champion d'Islande - Hapoël Rehovot : Champion d'Israël                                               | - SC Dynamo Berlin-Est : Champion d'Allemagne de l'Est - FC Barcelone : Champion d'Espagne - SMUC Marseille : Champion de France 1969 - FH Hafnarfjörður : Champion d'Islande - Hapoël Rehovot : Champion d'Israël                                               | - SC Dynamo Berlin-Est : Champion d'Allemagne de l'Est - FC Barcelone : Champion d'Espagne - SMUC Marseille : Champion de France 1969 - FH Hafnarfjörður : Champion d'Islande - Hapoël Rehovot : Champion d'Israël                                               | - SC Dynamo Berlin-Est : Champion d'Allemagne de l'Est - FC Barcelone : Champion d'Espagne - SMUC Marseille : Champion de France 1969 - FH Hafnarfjörður : Champion d'Islande - Hapoël Rehovot : Champion d'Israël                                               | - SC Dynamo Berlin-Est : Champion d'Allemagne de l'Est - FC Barcelone : Champion d'Espagne - SMUC Marseille : Champion de France 1969 - FH Hafnarfjörður : Champion d'Islande - Hapoël Rehovot : Champion d'Israël                                               | - SC Dynamo Berlin-Est : Champion d'Allemagne de l'Est - FC Barcelone : Champion d'Espagne - SMUC Marseille : Champion de France 1969 - FH Hafnarfjörður : Champion d'Islande - Hapoël Rehovot : Champion d'Israël                                               | - SC Dynamo Berlin-Est : Champion d'Allemagne de l'Est - FC Barcelone : Champion d'Espagne - SMUC Marseille : Champion de France 1969 - FH Hafnarfjörður : Champion d'Islande - Hapoël Rehovot : Champion d'Israël                                               | - HB Dudelange : Champion du Luxembourg - Bergen-Studentenes IL : Champion de Norvège - Steaua Bucarest : Champion de Roumanie - Grasshopper Club Zurich Champion de Suisse - SK Kountsevo Champion d'Union soviétique                                        | - HB Dudelange : Champion du Luxembourg - Bergen-Studentenes IL : Champion de Norvège - Steaua Bucarest : Champion de Roumanie - Grasshopper Club Zurich Champion de Suisse - SK Kountsevo Champion d'Union soviétique                                        | - HB Dudelange : Champion du Luxembourg - Bergen-Studentenes IL : Champion de Norvège - Steaua Bucarest : Champion de Roumanie - Grasshopper Club Zurich Champion de Suisse - SK Kountsevo Champion d'Union soviétique                                        | - HB Dudelange : Champion du Luxembourg - Bergen-Studentenes IL : Champion de Norvège - Steaua Bucarest : Champion de Roumanie - Grasshopper Club Zurich Champion de Suisse - SK Kountsevo Champion d'Union soviétique                                        | - HB Dudelange : Champion du Luxembourg - Bergen-Studentenes IL : Champion de Norvège - Steaua Bucarest : Champion de Roumanie - Grasshopper Club Zurich Champion de Suisse - SK Kountsevo Champion d'Union soviétique                                        | - HB Dudelange : Champion du Luxembourg - Bergen-Studentenes IL : Champion de Norvège - Steaua Bucarest : Champion de Roumanie - Grasshopper Club Zurich Champion de Suisse - SK Kountsevo Champion d'Union soviétique                                        | - HB Dudelange : Champion du Luxembourg - Bergen-Studentenes IL : Champion de Norvège - Steaua Bucarest : Champion de Roumanie - Grasshopper Club Zurich Champion de Suisse - SK Kountsevo Champion d'Union soviétique                                        | - HB Dudelange : Champion du Luxembourg - Bergen-Studentenes IL : Champion de Norvège - Steaua Bucarest : Champion de Roumanie - Grasshopper Club Zurich Champion de Suisse - SK Kountsevo Champion d'Union soviétique                                        | - HB Dudelange : Champion du Luxembourg - Bergen-Studentenes IL : Champion de Norvège - Steaua Bucarest : Champion de Roumanie - Grasshopper Club Zurich Champion de Suisse - SK Kountsevo Champion d'Union soviétique                                        | - HB Dudelange : Champion du Luxembourg - Bergen-Studentenes IL : Champion de Norvège - Steaua Bucarest : Champion de Roumanie - Grasshopper Club Zurich Champion de Suisse - SK Kountsevo Champion d'Union soviétique                                        | - HB Dudelange : Champion du Luxembourg - Bergen-Studentenes IL : Champion de Norvège - Steaua Bucarest : Champion de Roumanie - Grasshopper Club Zurich Champion de Suisse - SK Kountsevo Champion d'Union soviétique                                        | - HB Dudelange : Champion du Luxembourg - Bergen-Studentenes IL : Champion de Norvège - Steaua Bucarest : Champion de Roumanie - Grasshopper Club Zurich Champion de Suisse - SK Kountsevo Champion d'Union soviétique                                        | - HB Dudelange : Champion du Luxembourg - Bergen-Studentenes IL : Champion de Norvège - Steaua Bucarest : Champion de Roumanie - Grasshopper Club Zurich Champion de Suisse - SK Kountsevo Champion d'Union soviétique                                        | - HB Dudelange : Champion du Luxembourg - Bergen-Studentenes IL : Champion de Norvège - Steaua Bucarest : Champion de Roumanie - Grasshopper Club Zurich Champion de Suisse - SK Kountsevo Champion d'Union soviétique                                        | - HB Dudelange : Champion du Luxembourg - Bergen-Studentenes IL : Champion de Norvège - Steaua Bucarest : Champion de Roumanie - Grasshopper Club Zurich Champion de Suisse - SK Kountsevo Champion d'Union soviétique                                        |

Remarque : l'Union royale belge de handball ayant oublié d'inscrire son champion national, le ROC Flémalle, la Belgique n'a pas de représentant dans cette édition de la Coupe des clubs européens champions.

## Tour préliminaire

### Premier tour
| Équipe               | Aller   | Total   | Retour  | Équipe              |
| -------------------- | ------- | ------- | ------- | ------------------- |
| HT Tatran Prešov     | 13 – 14 | 22 – 24 | 9 – 10  | VfL Gummersbach     |
| KS Spójnia Gdańsk    | 24 – 18 | 45 – 35 | 21 – 17 | UK-51 Helsinki      |
| Sporting Portugal    | 16 – 24 | 28 – 39 | 12 – 15 | HV Sittardia        |
| UHC Salzburg         | 11 – 22 | 19 – 47 | 8– 25   | RK Crvenka          |
| HG Copenhague        | 16 – 16 | 25 – 40 | 9 – 24  | Budapest Honvéd FC  |
| Levski-Spartak Sofia | 18 – 9  | 30 – 27 | 12 – 18 | IK Hellas Stockholm |

### Deuxième tour
Battu 14-21 et 10-18 par l'équipe yougoslave du RK Crvenka, le Stade Marseillais UC a fait une courte carrière en Coupe d'Europe. Sont encore qualifiés Gummersbach (Allemagne de l'Ouest), Dynamo Berlin-Est, Kountsevo Moscou, Barcelone, Honvéd Budapest, Spartak Sofia et Steaua Bucarest :
| Équipe                | Aller   | Total   | Retour  | Équipe               |
| --------------------- | ------- | ------- | ------- | -------------------- |
| VfL Gummersbach       | 30 – 21 | 50 – 47 | 20 – 26 | KS Spójnia Gdańsk    |
| SK Kountsevo          | 31 – 11 | 61 – 31 | 30 – 20 | HV Sittardia         |
| Steaua Bucarest       | 32 – 11 | 54 – 20 | 22 – 9  | Hapoël Rehovot       |
| Budapest Honvéd FC    | 28 – 17 | 49 – 34 | 21 – 17 | FH Hafnarfjörður     |
| HB Dudelange          | 20 – 18 | 35 – 47 | 15 – 29 | FC Barcelone         |
| Stade Marseillais UC  | 10 – 18 | 24 – 39 | 14 – 21 | RK Crvenka           |
| Levski-Spartak Sofia  | /       | forfait | /       | Grasshopper Zurich   |
| Bergen-Studentenes IL | 20 – 24 | 35 – 49 | 15 – 25 | SC Dynamo Berlin-Est |

## Phase finale
| \| Gummersbach Berlin-Est Moscou Bucarest Budapest Barcelone Crvenka Zurich \| Localisation des équipes en phase finale. |
| Gummersbach Berlin-Est Moscou Bucarest Budapest Barcelone Crvenka Zurich                                                 |

|  | Quarts de finale     | Quarts de finale     | Quarts de finale     | Quarts de finale     |                 |                 | Demi-finales | Demi-finales | Demi-finales | Demi-finales |  |  | Finale                   | Finale | Finale | Finale |
|  |                      |                      |                      |                      |                 |                 |              |              |              |              |  |  |                          |        |        |        |
|  |                      |                      |                      |                      |                 |                 |              |              |              |              |  |  | 26 avril 1970 - Dortmund |        |        |        |
|  |                      |                      |                      |                      |                 |                 |              |              |              |              |  |  |                          |        |        |        |
|  | Steaua Bucarest      | Steaua Bucarest      | 26                   | 18                   |                 |                 |              |              |              |              |  |  |                          |        |        |        |
|  | Steaua Bucarest      | Steaua Bucarest      | 26                   | 18                   |                 |                 |              |              |              |              |  |  |                          |        |        |        |
|  | Budapest Honvéd      | Budapest Honvéd      | 20                   | 20                   |                 |                 |              |              |              |              |  |  |                          |        |        |        |
|  | Budapest Honvéd      | Budapest Honvéd      | 20                   | 20                   | Steaua Bucarest | Steaua Bucarest | 16           | 8            |              |              |  |  |                          |        |        |        |
|  |                      |                      |                      |                      | Steaua Bucarest | Steaua Bucarest | 16           | 8            |              |              |  |  |                          |        |        |        |
|  |                      |                      | VfL Gummersbach      | VfL Gummersbach      | 13              | 15              |              |              |              |              |  |  |                          |        |        |        |
|  | SK Kountsevo         | SK Kountsevo         | VfL Gummersbach      | VfL Gummersbach      | 13              | 15              | 22           | 11           |              |              |  |  |                          |        |        |        |
|  | SK Kountsevo         | SK Kountsevo         |                      |                      |                 |                 |              | 11           |              |              |  |  |                          |        |        |        |
|  | VfL Gummersbach      | VfL Gummersbach      | 17                   | 20                   |                 |                 |              |              |              |              |  |  |                          |        |        |        |
|  | VfL Gummersbach      | VfL Gummersbach      | 17                   | 20                   | VfL Gummersbach | VfL Gummersbach | 14           | 14           |              |              |  |  |                          |        |        |        |
|  |                      |                      |                      |                      | VfL Gummersbach | VfL Gummersbach | 14           | 14           |              |              |  |  |                          |        |        |        |
|  |                      |                      | SC Dynamo Berlin-Est | SC Dynamo Berlin-Est | 11              | 11              |              |              |              |              |  |  |                          |        |        |        |
|  | FC Barcelone         | FC Barcelone         | SC Dynamo Berlin-Est | SC Dynamo Berlin-Est | 11              | 11              | 18           | 12           |              |              |  |  |                          |        |        |        |
|  | FC Barcelone         | FC Barcelone         |                      |                      |                 |                 |              |              |              |              |  |  |                          |        |        |        |
|  | RK Crvenka           | RK Crvenka           | 15                   | 26                   |                 |                 |              |              |              |              |  |  |                          |        |        |        |
|  | RK Crvenka           | RK Crvenka           | 15                   | 26                   | RK Crvenka      | RK Crvenka      | 15           | 4            |              |              |  |  |                          |        |        |        |
|  |                      |                      |                      |                      | RK Crvenka      | RK Crvenka      | 15           | 4            |              |              |  |  |                          |        |        |        |
|  |                      |                      | SC Dynamo Berlin-Est | SC Dynamo Berlin-Est | 6               | 14              |              |              |              |              |  |  |                          |        |        |        |
|  | SC Dynamo Berlin-Est | SC Dynamo Berlin-Est | SC Dynamo Berlin-Est | SC Dynamo Berlin-Est | 6               | 14              | 18           | 18           |              |              |  |  |                          |        |        |        |
|  | SC Dynamo Berlin-Est | SC Dynamo Berlin-Est |                      |                      |                 |                 |              | 18           |              |              |  |  |                          |        |        |        |
|  | Grasshopper Zurich   | Grasshopper Zurich   | 8                    | 10                   |                 |                 |              |              |              |              |  |  |                          |        |        |        |
|  | Grasshopper Zurich   | Grasshopper Zurich   | 8                    | 10                   |                 |                 |              |              |              |              |  |  |                          |        |        |        |
|  |                      |                      |                      |                      |                 |                 |              |              |              |              |  |  |                          |        |        |        |

### Quarts de finale
| Équipe               | Aller   | Total   | Retour  | Équipe             |
| -------------------- | ------- | ------- | ------- | ------------------ |
| Steaua Bucarest      | 26 – 20 | 44 – 40 | 18 – 20 | Budapest Honvéd FC |
| SK Kountsevo         | 22 – 17 | 33 – 37 | 11 – 20 | VfL Gummersbach    |
| FC Barcelone         | 18 – 15 | 30 – 41 | 12 – 26 | RK Crvenka         |
| SC Dynamo Berlin-Est | 18 – 8  | 36 – 18 | 18 – 10 | Grasshopper Zurich |

### Demi-finales
| Équipe          | Aller   | Total   | Retour | Équipe               |
| --------------- | ------- | ------- | ------ | -------------------- |
| Steaua Bucarest | 16 – 13 | 24 – 28 | 8 – 15 | VfL Gummersbach      |
| RK Crvenka      | 15 – 6  | 19 – 20 | 4 – 14 | SC Dynamo Berlin-Est |

### Finale
| Équipe 1        | Résultat | Équipe 2             |
| --------------- | -------- | -------------------- |
| VfL Gummersbach | 14 – 11  | SC Dynamo Berlin-Est |

En battant par 14 buts à 11 le SC Dynamo Berlin-Est, le VfL Gummersbach, champion d'Allemagne Fédérale la saison dernière, a conquis la deuxième Coupe d'Europe des Clubs le 26 avril à Dortmund. Il n'y eut à vrai dire aucun suspense pour cette dixième édition de l'épreuve. Gummersbach ouvrit le score en premier et ne laissa jamais son adversaire prendre l'avantage, ni même égaliser, tout au long de la partie. L'écart à la mi-temps (8-5) était de trois buts, comme le score final d'ailleurs.
Pourtant les Allemands de l'Est ne se firent pas faute d'attaquer. Ils manquèrent cependant de réussite pour espérer dominer une équipe très puissante et efficace d'où émergea Schmidt, auteur de neuf buts. Qui plus est, Senger, Zeitler et Würdig manquèrent chacun un penalty pour Dynamo. Les trois buts auraient suffit non pas à gagner mais à obtenir le match nul à l'issue du temps réglementaire, donc la prolongation. Le héros de la rencontre fut évidemment le redoutable Schmidt dont le tir fit trembler les deux gardiens est-allemands Weiß et Fischer… ainsi que leurs filets.
Outre l'attribution de la Coupe d'Europe et le prestige qu'elle confère, cette finale avait un autre intérêt : celui de qualifier le vainqueur pour l'année prochaine. En effet, Gummersbach et Dynamo ont manqué cette année leurs titres nationaux respectifs (enlevés par Göppigen pour la RFA et par Magdebourg pour la RDA).
| dimanche 26 avril 1970 | VfL Gummersbach                                                             | 14 – 11 | SC Dynamo Berlin-Est                                                                                          | Dortmund, RFA Arbitrage : MM. Rodiel et Ovdal |
| dimanche 26 avril 1970 | Schmidt (9) Kosmehl (2 dont 1 p.) Feldhoff (2) J. Brand (1) Gardien : Kater | (8-5)   | Zeitler (4 dont 3 p.) Senger (2) Zimmermann (2) Schmidt (1) Petzold (1) Würdig (1) Gardiens : Weiß et Fischer | Dortmund, RFA Arbitrage : MM. Rodiel et Ovdal |

## Le champion d'Europe
| Champion d'Europe - Coupe des clubs champions 1969-1970 VfL Gummersbach 2e titre |